# Hemiphractidae
Hemiphractidae – rodzina płazów z rzędu płazów bezogonowych (Anura) 

## Zasięg występowania
Rodzina obejmuje gatunki występujące w tropikalnej i andyjskiej Ameryce Południowej, w Ameryce Centralnej (Kostaryka i Panama) oraz na Trynidadzie i Tobago.

## Charakterystyka
Łączy płazy bezogonowe noszące rozwijające się jaja na plecach do wyklucia. Żaby z rodzajów Flectonotus, Gastrotheca, Cryptobatrachus i Stefania są znane jako żaby „workowate”, gdyż noszą rozwijające się zarodki w kieszeniach na grzbiecie. Kieszeni jest pozbawiony tylko rodzaj Hemiphractus, mający za to charakterystyczne trójkątne głowy. U wszystkich członków rodziny poza Flectonotus pygmaeus zarodki posiadają dwie pary dzwonkowatych skrzeli rozwiniętych z pierwszego i drugiego łuku skrzelowego.

## Podział systematyczny
Z analizy filogenetycznej przeprowadzonej przez Frosta i współpracowników (2006) wynikło, że pięć wyżej wymienionych rodzajów nie tworzy kladu, do którego jednocześnie nie należałyby m.in. rzekotkowate, świstkowate, drzewołazowate i ropuchowate; na tej podstawie autorzy przenieśli rodzaje Flectonotus i Gastrotheca do odrębnej rodziny Amphignathodontidae, a rodzaje Cryptobatrachus i Stefania – do rodziny Cryptobatrachidae, pozostawiając w rodzinie Hemiphractidae jedynie rodzaj Hemiphractus. Późniejsza analiza Pyrona i Wiensa (2011) potwierdziła jednak, że wymienione rodzaje tworzą klad, do którego nie należą przedstawiciele innych rodzin płazów bezogonowych; autorzy powtórnie zaliczyli wszystkie te rodzaje do Hemiphractidae.
Do rodziny należą następujące rodzaje:
- Cryptobatrachus Ruthven, 1916
- Flectonotus Miranda-Ribeiro, 1926
- Fritziana Mello-Leitão, 1937
- Gastrotheca Fitzinger, 1843
- Hemiphractus Wagler, 1828
- Stefania Rivero, 1968